# Ахар
Ахар (перс. اهر‎; азерб. Əhər) — город в северо-западном Иране в провинции Восточный Азербайджан, административный центр шахрестана Ахар. 

## География
Расположен на левом берегу реки Ахарчай (бассейн реки Карасу), на высоте 1325 м над уровнем моря.

## Население
Население по данным переписи 2006 года составляет 85 782 человека.

## Народные промыслы
Кустарное производство ковров.